# Maksym Krywonis

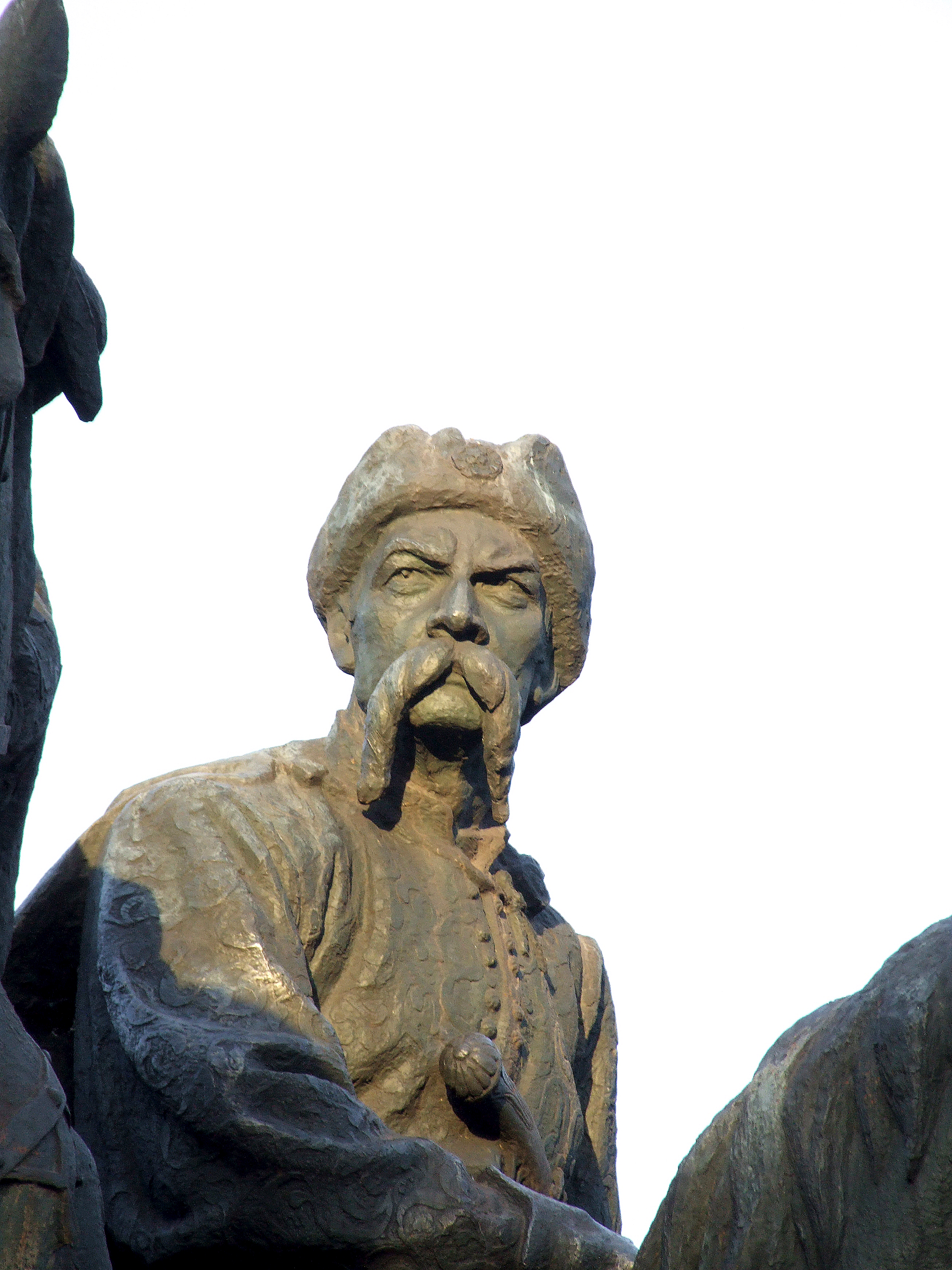
Maksym Krywonis, Reiterstandbild der Helden des Befreiungskrieges des ukrainischen Volkes in Schowti Wody

Maksym Krywonis (ukrainisch Максим Кривоніс; * um 1600 in Wilschana; † November 1648 in Samostja, Wolhynien) war ein ukrainischer Kosakenoberst des Lyssjanka-Regimentes und Heerführer der Saporoger Kosaken zu Beginn des Chmelnyzkyj-Aufstandes.

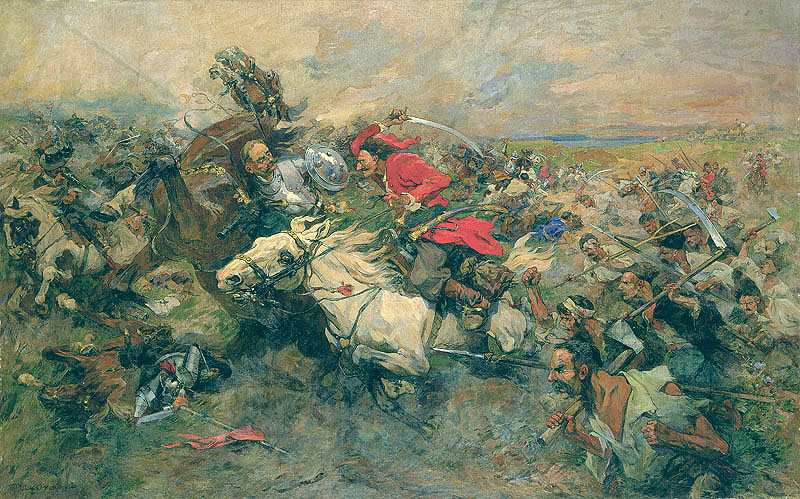
Kampf Maksym Krywonis gegen Jeremi Wiśniowiecki; Mykola Samokysch 1934

Maksym Krywonis war zunächst ein enger Vertrauter von Hetman Bohdan Chmelnyzkyj. Später kam es wahrscheinlich zu Konflikten zwischen den beiden Kosakenführern.
Krywonis nahm unter anderem in leitender Position an der Schlacht bei Korsun, der Schlacht bei Starokostjantyniw und der Schlacht bei Pyljawzi teil. Unter seinem Kommando kam es im Juli 1648 in Polonne und im Oktober 1648 in Kremenez zu Massakern an der jüdischen Bevölkerung.
Er starb, wahrscheinlich an der Pest, zu Beginn der Belagerung von Samostja im November 1648.

## Ehrungen
In der Stadt Schowti Wody wurde ihm und den Kosakenführern Bohdan Chmelnyzkyj und Iwan Bohun zum Gedenken 1998 das Reiterstandbild der Helden des Befreiungskrieges des ukrainischen Volkes errichtet.